# 江泽民“七一”讲话
《江泽民在庆祝中国共产党成立八十周年大会上的讲话》，通称江泽民“七一”讲话，是时任中共中央总书记江泽民2001年7月1日的讲话。他提出“深化对社会主义社会劳动和劳动价值理论的研究和认识”、“允許企業家入黨”等命题，进一步阐发了“三个代表”重要思想。8月20日，中共中央抽调人员组成学习“七一”讲话宣讲团，全国宣讲七一讲话。

## 争议
“七一”讲话后，魏巍、林默涵、吴冷西等人署名“一群共产党员”，发表《七一讲话是极其重大的政治错误事件》，刊于《中流》杂志。

## 延伸阅读
- 中共中央文献研究室，《从邓小平南方谈话到江泽民“七一”讲话》，中央文献出版社，2002
- 江泽民在庆祝中国共产党成立八十周年大会上的讲话（页面存档备份，存于）